# Synopeas seychellense
Synopeas seychellense är en stekelart som först beskrevs av Jean-Jacques Kieffer 1912.  Synopeas seychellense ingår i släktet Synopeas och familjen gallmyggesteklar. Inga underarter finns listade i Catalogue of Life.